# زین‌الدین (بابک)
زین‌الدین (به لاتین: Zeynəddin) یک منطقه مسکونی در جمهوری آذربایجان است که در شهرستان بابک واقع شده است. زین‌الدین ۲۳۷۷ نفر جمعیت دارد.